# Coenosia sallae
Coenosia sallae är en tvåvingeart som beskrevs av Tiensuu 1938. Coenosia sallae ingår i släktet Coenosia och familjen husflugor. Arten har ej påträffats i Sverige. Inga underarter finns listade i Catalogue of Life.